# Willy Truye
Willy Truye, né le 6 avril 1934 à Zwevegem et mort le 17 janvier 2024 dans la même ville, est un coureur cycliste belge. Champion de Belgique sur route des indépendants en 1954, il est ensuite professionnel de mai 1955 à 1962.
Ses petits-fils Baptiste, Emiel et Edward sont également coureurs cyclistes.

## Palmarès
- 1954
  - Champion de Belgique sur route des indépendants
  - Tour des Flandres des indépendants
  - 8e étape du Tour de Belgique indépendants
  - 3e du Tour de Belgique indépendants
- 1955
  - Tour des Flandres des indépendants
  - Gullegem Koerse
  - 2e de la Coupe Sels
- 1956
  - 3eb étape des Trois jours d'Anvers
  - 3e du Circuit des Ardennes flamandes - Ichtegem
  - 3e du Circuit du Houtland
  - 7e des Quatre Jours de Dunkerque
  - 10e de Paris-Bruxelles
- 1957
  - Grand Prix d'Isbergues
  - 3e et 5e étapes du Circuit de l'Ouest
  - Circuit du Port de Dunkerque
  - 3e de Bruxelles-Ingooigem
- 1958
  - Circuit d'Aquitaine :
    - Classement général
    - 1re étape

  - Tour du Nord :
    - Classement général
    - 1re étape

  - Circuit de la vallée de la Lys
  - 2e du Tour des Flandres
  - 3e du Circuit des Ardennes flamandes - Ichtegem
- 1959
  - Circuit de la vallée de la Lys
  - 2e de Tielt-Anvers-Tielt
  - 2e du Circuit des monts du sud-ouest
- 1960
  - Tour du Nord
  - Gullegem Koerse
  - 3e du Tour de Belgique
  - 3e du Circuit de la vallée de la Lys
  - 3e du Grand Prix de la Banque
- 1962
  - 3e du Grand Prix de Denain